# 알멜로

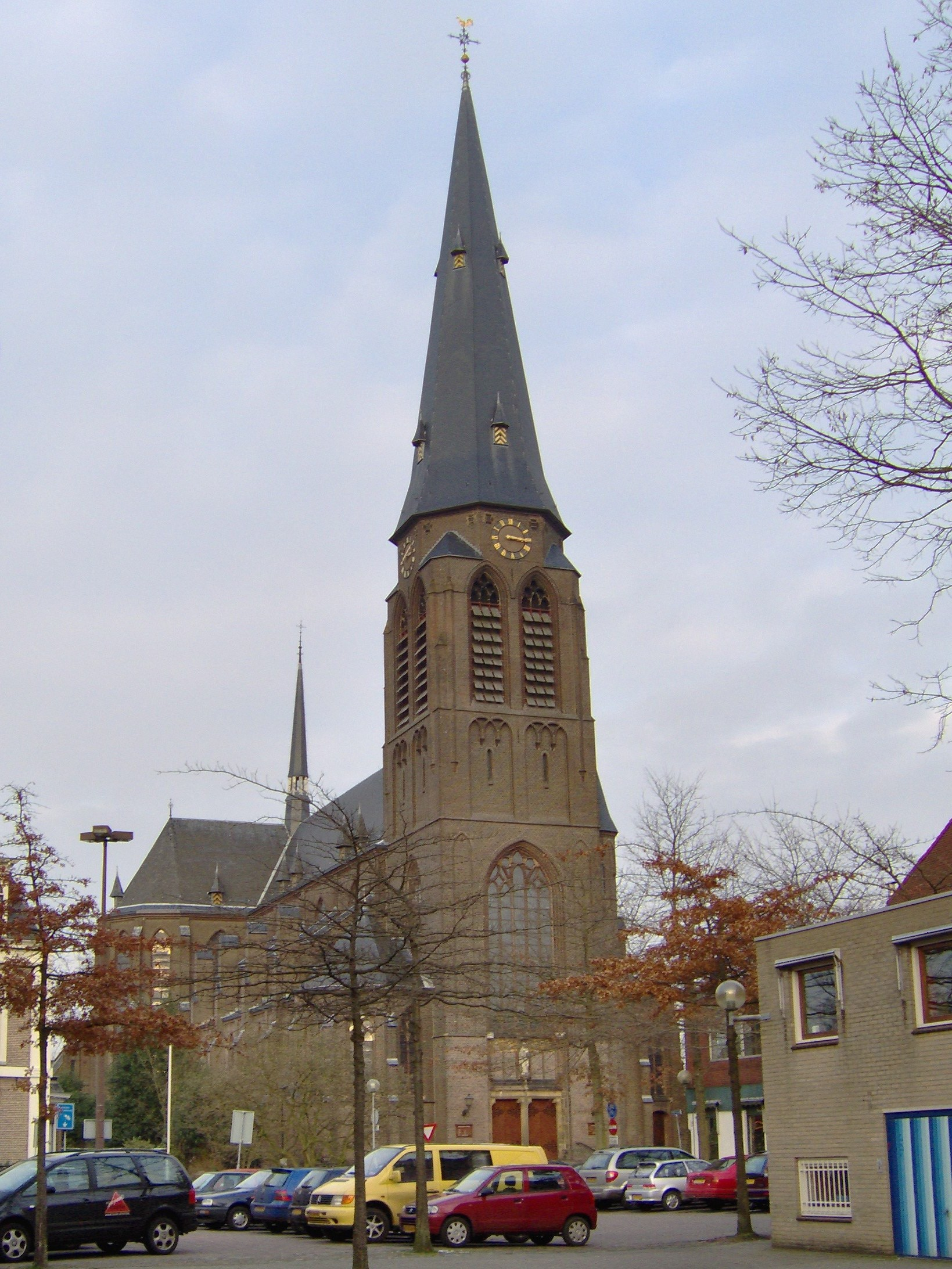
알멜로 교회

알멜로의 위치

알멜로(네덜란드어: Almelo)는 네덜란드 동부 오버레이설주에 위치한 도시로 면적은 69.41km2, 높이는 12m, 인구는 72,560명(2017년 8월 기준), 인구 밀도는 1,076명/km2이다.
19세기에 섬유 산업이 발전하면서 노동자들이 알멜로로 이주했다. 1970년대에 섬유 산업이 쇠퇴하면서 몇몇 공장들은 다른 곳으로 이전했다. 도시 안에는 농축 우라늄 제조 시설이 들어서 있는데 이는 원자로에 사용되는 우라늄-235를 5% 정도 농축해서 제조한다.

시기
시 문장